# Kongo dia Nlaza
Els set regnes de Kongo dia Nlaza era una confederació d'estats a l'oest d'Àfrica central que van ser absorbits al regne del Congo al segle xvi. Aquesta política o regió es va esmentar per primera vegada en els textos del regne del Congo a finals del segle xvi, entre els títols del rei Álvaro I del Congo a la dècada de 1580 com els "Set regnes del Congo Riamulaza", encara que probablement va existir molt abans. Només es va incorporar llavors al Congo, a través de la província oriental del regne del regne de Mbata. No és clar el que eren els Set Regnes, encara que potser incloguessin Kundi i Okanga. Presumiblement, aquests regnes representaven una aliança de diverses unitats polítiques més petites, tot i que les fonts del moment no ens diuen res sobre això.
Els set regnes també es van anomenar momboares en el text del sacerdot jesuïta portuguès del segle xvii, Mateus Cardoso, que ofereix una extensa descripció de la regió. El terme momboares prové segurament del kikongo, o de la llengua bakongo, la paraula mbwadi significa set. Cardoso va assenyalar que la regió era famosa en el seu moment per la gran quantitat de tela que produïa, algunes de les quals es van exportar a la ciutat colonial portuguesa de Luanda, Angola. Els informes de principis del segle xvii suggereixen que els set regnes exportaven fins a 100.000 metres de tela anuals a aquest mercat en solitari, el que suggereix que la seva producció total hauria estat diverses vegades superior, juntament amb altres grans centres tèxtils del món, incloent quantitats equivalents a Europa i l'Índia.
Quan el regne del Congo es va fer càrrec de Kongo dia Nlaza, es va integrar a la província de Mbata, que va liderar l'expansió cap a l'est.